# Equazione logistica

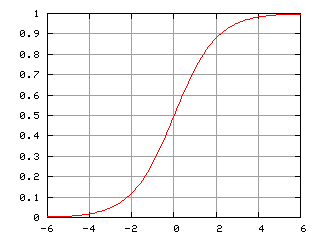
Curva logistica (sigmoide)

Una funzione logistica o curva logistica descrive una curva a S di crescita di alcuni tipi di popolazioni {\displaystyle P}. All'inizio la crescita è quasi esponenziale, successivamente rallenta, diventando quasi lineare, per raggiungere una posizione asintotica dove non c'è più crescita (vedere grafico a lato).
La libera evoluzione di una popolazione {\displaystyle P} può essere modellata con un termine di crescita {\displaystyle +rKP,} una percentuale di {\displaystyle P,} ma quando la popolazione cresce alcuni membri di {\displaystyle P}, descritti mediante il termine {\displaystyle -rP^{2},} interferiscono l'un l'altro ponendosi in competizione per le risorse facendo diminuire così il tasso di crescita, finché la popolazione {\displaystyle P} cessa di crescere perché raggiunge quel che è chiamato maturità. Il parametro {\displaystyle K} è la capacità portante, il fattore che limita la crescita e che può essere considerato il collo di bottiglia.

## Definizione e applicazioni
Una funzione logistica è definita mediante la seguente formulazione:
{\displaystyle P(t)=a{\frac {1+me^{-t/\tau }}{1+ne^{-t/\tau }}},}
con i seguenti parametri reali {\displaystyle a,m,n} e {\displaystyle \tau }. Queste funzioni trovano applicazioni in una vasta gamma di campi, dalla biologia all'economia.
Per esempio, nello sviluppo dell'embrione la divisione dell'uovo fecondato comincia con una crescita esponenziale: 1, 2, 4, 8, 16, 32, 64, ecc. Il feto può crescere solo quanto l'utero gli consente; questo e altri fattori cominciano a rallentare l'aumento del numero delle cellule e il fattore di crescita diminuisce anche se il bambino continua a crescere. Dopo il tempo di gravidanza, il bambino nasce e riprende a crescere. Nell'ultimo periodo prima del parto il numero di cellule è pressoché stabile su un valore asintotico.
Altro esempio è la concentrazione di reagenti e prodotti nelle reazioni autocatalizzanti che seguono la funzione logistica.
In questi esempi sono modellati i rapporti tra le variabili. Una funzione importante logistica è il modello di Rasch, che è un modello generale stocastico di misura. Questo modello è usato come un sostegno per la misura piuttosto che per modellare i rapporti tra le variabili per cui sono state fatte le misure, come nell'esempio precedente. In particolare, il modello di Rasch forma una base per la stima della probabilità massima delle posizioni di oggetti che possono essere misurati in uno spazio continuo, basato sulla raccolta di dati categorici.

## L'equazione di Verhulst
L'equazione logistica, anche nota come modello di Verhulst o curva di crescita logistica, è stata inizialmente proposta come modello di crescita della popolazione.
Questo modello assume che:
- il tasso di riproduzione è proporzionale alla popolazione esistente;
- il tasso di riproduzione è proporzionale all'ammontare di risorse disponibili.

Così il secondo termine modella la competizione per le risorse disponibili, che tende a limitare la crescita della popolazione.
Assumendo che {\displaystyle P} rappresenti la misura di popolazione (in ecologia è usualmente indicato con {\displaystyle N}) e {\displaystyle t} rappresenti il tempo, questo modello è formalizzato dall'equazione differenziale:
{\displaystyle {\frac {dP}{dt}}=rP\left(1-{\frac {P}{K}}\right)}
dove la costante {\displaystyle r} definisce il tasso di crescita e {\displaystyle K} il termine asintotico della popolazione (definito dalle risorse disponibili per la popolazione, noto in ecologia come carrying capacity, o "capacità portante"). Il termine {\displaystyle {\frac {P}{K}}} rappresenta la competizione intraspecifica. La soluzione generale di queste equazioni è una funzione logistica.
Nell'ecologia, la specie sono riferite a volte alle r-strategie o K-strategie dipendendo dai processi selettivi che hanno modellato le loro strategie di vita.
La soluzione della equazione (dove {\displaystyle P_{0}} è la popolazione iniziale) è:
{\displaystyle P(t)={\frac {KP_{0}e^{rt}}{K+P_{0}\left(e^{rt}-1\right)}},}
ossia, raccogliendo e semplificando il termine {\displaystyle P_{0}e^{rt}}
{\displaystyle P(t)={\frac {K}{1+qe^{-rt}}},}
dove si è posto
{\displaystyle \quad q={\frac {K-P_{0}}{P_{0}}}.}
Da tale formulazione è facile ricavare il limite asintotico:
{\displaystyle \lim _{t\to \infty }P(t)=K.}

### Storia
L'equazione di Verhulst fu pubblicata per la prima volta da Pierre F. Verhulst nel 1838, dopo aver letto il libro di Thomas Malthus An Essay on the Principle of Population.
Verhulst derivò la sua équation logistique (equazione logistica) per descrivere le auto-limitazioni di crescita di una popolazione biologica. L'equazione viene talvolta chiamata equazione di Verhulst-Pearl dopo che è stata riscoperta nel 1920. Alfred J. Lotka dedusse l'equazione ancora nel 1925, chiamandola legge di crescita di una popolazione.

## Funzione sigmoidale
Il caso speciale della funzione logistica con {\displaystyle a=1,m=0,n=1,\tau =1}, cioè
{\displaystyle P(t)={\frac {1}{1+e^{-t}}}}
è chiamato funzione sigmoide o curva sigmoidale. Il nome è dovuto alla forma del suo grafico analogo a un {\displaystyle S}. Questa funzione è anche chiamata "funzione logistica standard" ed è spesso incontrata in molti ambiti tecnici, soprattutto nelle reti neurali come funzione di trasferimento, in probabilità, statistica, biomatematica, psicologia matematica e in scienze economiche.

### Caratterizzazione matematica: studio di funzione

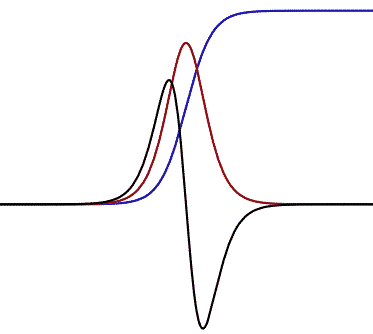
Sigmoide e derivate (in rosso la derivata prima, in nero la derivata seconda)

Data l'equazione logistica/sigmoidale in una forma più generale:
{\displaystyle y(x)={a \over 1+b\cdot e^{-c\cdot x}}+d,}
con:
- {\displaystyle e\approx 2,718} numero di Nepero;
- {\displaystyle a,b,c,d>0} coefficienti dell'equazione.

1. Dominio (campo di definizione)
{\displaystyle \forall x\in \mathbb {R} .}
2. Studio degli asintoti
  1. Asintoto orizzontale superiore:
{\displaystyle \lim _{x\to +\infty }\left({a \over 1+b\cdot e^{-c\cdot x}}+d\right)=a+d.}
  2. Asintoto orizzontale inferiore:
{\displaystyle \lim _{x\to -\infty }\left({a \over 1+b\cdot e^{-c\cdot x}}+d\right)=d.}
3. Derivata prima
{\displaystyle {d \over dx}y(x)={abce^{cx} \over (b+e^{cx})^{2}}.}
  1. Limiti della derivata prima:
{\displaystyle \lim _{x\to \infty }{abce^{cx} \over (b+e^{cx})^{2}}=0.}
  2. Segno della derivata prima:
{\displaystyle {d \over dx}y(x)>0,\quad \forall x\in \mathbb {R} .}
4. Derivata seconda
{\displaystyle {d^{2} \over dx^{2}}y(x)={abc^{2}e^{cx}(b-e^{cx}) \over (b+e^{cx})^{3}}.}
  1. Limiti della derivata seconda:
{\displaystyle \lim _{x\to \infty }{abc^{2}e^{cx}(b-e^{cx}) \over (b+e^{cx})^{3}}=0.}
  2. Concavità della funzione:
{\displaystyle {d^{2} \over dx^{2}}y(x)>0,\quad \forall x\in \left(-\infty ,{\lg b \over c}\right)}
{\displaystyle {d^{2} \over dx^{2}}y(x)<0,\quad \forall x\in \left({\lg b \over c},\infty \right).}
  3. Punto di flesso:
{\displaystyle {d^{2} \over dx^{2}}y(x)=0\Rightarrow x_{F}={\lg b \over c}}
{\displaystyle {d \over dx}y(x_{F})=0\Rightarrow {d \over dx}y\left({\lg b \over c}\right)={ac \over 4}}
{\displaystyle y_{x_{F}}={ac \over 4}\cdot x+{2(a+2d)-a\lg b \over 4}}
{\displaystyle P(x_{F},y_{F})=\left({\lg b \over c},{a+2d \over 2}\right).}
5. Primitiva
{\displaystyle \int y(x)\,\mathrm {d} x={a\lg(e^{cx}+b)+cdx \over c}+{\text{costante}}.}

### Proprietà della funzione sigmoide
La funzione sigmoide (standard) è la soluzione dell'equazione differenziale del primo ordine non lineare
{\displaystyle {\frac {dP}{dt}}=P(1-P),}
con condizioni al contorno {\displaystyle P(0)=1/2}. L'equazione (2) è la versione continua della mappa logistica.
La curva sigmoide mostra prima crescita esponenziale per {\displaystyle t} negativo, che rallenta verso una crescita lineare di pendenza 1/4 nell'intorno di {\displaystyle t=0,} poi si avvicina a {\displaystyle y=1} (asintoto orizzontale) con un decadimento esponenziale.
La funzione logistica è l'inverso della funzione di logit naturale e può essere usata così per convertire il logaritmo di probabilità in una probabilità; la conversione dal rapporto di log-probabilità di due alternative porta anche la forma di una curva sigmoidale.

## Modello di crescita

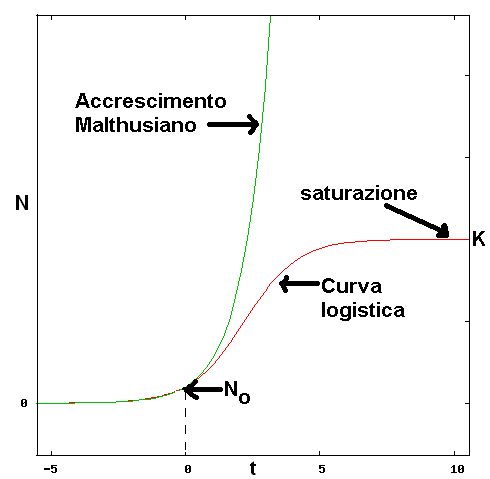
Confronto tra curva logistica e curva di accrescimento esponenziale (malthusiano). I parametri sono:

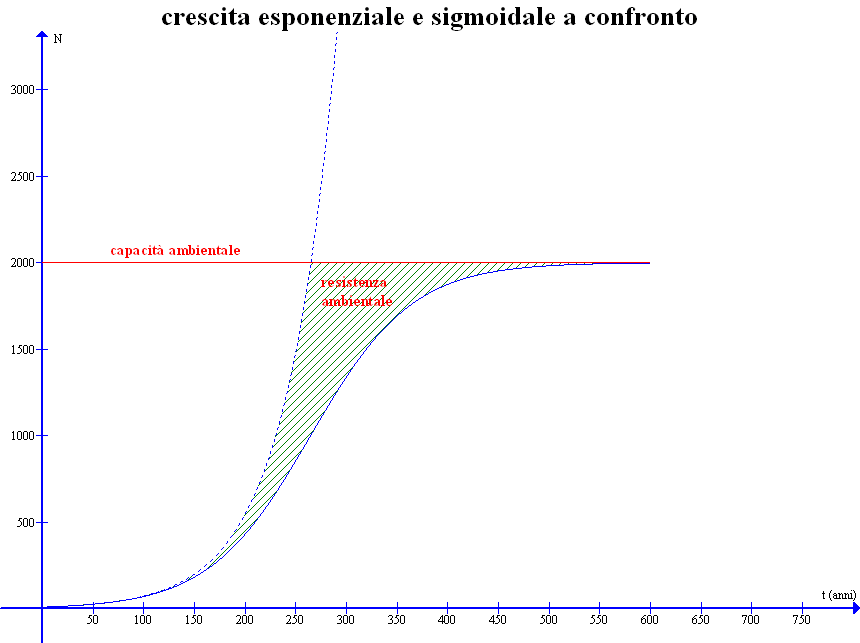
Confronto tra curva di crescita esponenziale e sigmoidale.

Avendo supposto che il numero di individui di una popolazione sia una funzione continua del tempo {\displaystyle N(t)} che ammette derivata continua, si ha che l'incremento della popolazione al variare del tempo può essere rappresentato dalla derivata di {\displaystyle N(t)}, che in un modello elementare si può supporre direttamente proporzionale al numero di individui della popolazione stessa.
Si ha pertanto la seguente equazione differenziale:
{\displaystyle {d \over dt}N=rN(t),}
con {\displaystyle r}: parametro di crescita malthusiana (tasso massimo di crescita della popolazione).
Pertanto se {\displaystyle r} è una costante la popolazione cresce in maniera esponenziale con pendenza dipendente da {\displaystyle r}.
Invece in un ambiente la cui disponibilità di risorse è limitata si può descrivere l'evoluzione della popolazione utilizzando un coefficiente {\displaystyle r} che decresce all'aumentare della popolazione: il modello più semplice è {\displaystyle r(t):=a-bN(t)} con {\displaystyle a} e {\displaystyle b} costanti. Sostituendo tale funzione nella precedente equazione differenziale si ottiene:
{\displaystyle {\frac {dN}{dt}}=aN(t)-bN^{2}(t)}
che può essere posta nella forma:
{\displaystyle {\frac {dN}{dt}}=aN\left(1-{\frac {N}{K}}\right)}
con {\displaystyle K={\frac {a}{b}}} che è la cosiddetta popolazione massima sostenibile e {\displaystyle a} uguale al parametro di crescita malthusiana.
Questa è l'equazione logistica di Verhulst.
Separando le variabili si ottiene:
{\displaystyle {\frac {1}{a}}\int \left({\frac {1}{N}}+{\frac {b}{a-bN}}\right)dN(t)=\int dt.}

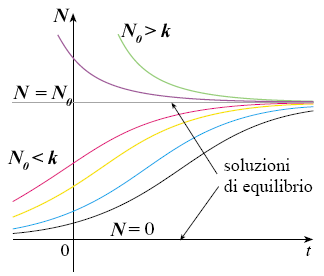
Soluzione equazione differenziale

Risolvendo gli integrali, scegliendo come primitive quelle tali che {\displaystyle N(t_{0})=N_{0}} e utilizzando le proprietà dei logaritmi si ottiene la soluzione:
{\displaystyle N(t)={\frac {k}{1+({\frac {k}{N_{0}}}-1)e^{-a(t-t_{0})}}}.}
Si nota che a causa del sovraffollamento la popolazione non cresce più in maniera esponenziale ma converge al valore asintotico {\displaystyle k} indipendentemente da {\displaystyle N_{0}}.
La soluzione dell'equazione si può anche scrivere nelle forme:
{\displaystyle N(t)={kN_{0}e^{rt} \over k-N_{0}\cdot (1-e^{rt})}={kN_{0} \over N_{0}+(k-N_{0})\cdot e^{-rt}}.}
È immediato verificare che questa soluzione ha due asintoti orizzontali:
{\displaystyle \lim _{n\to \infty }{N(t)}=K;}
{\displaystyle \lim _{n\to -\infty }{N(t)}=0.}
Si ha un differente comportamento nel caso {\displaystyle N_{0}>k} allora il secondo limite tenderebbe a {\displaystyle -\infty }, presentando anche un asintoto verticale, ma queste soluzioni non sono considerate nel modello di crescita (descrivono evidentemente una popolazione in rapida decrescita in quanto inizialmente in eccesso rispetto alle risorse presenti).

### Modelli più complessi
Se la popolazione chiusa è soggetta a catastrofi periodiche, cioè viene fatto un prelievo {\displaystyle p} costante nel tempo (si immagini un lago con dei pesci di cui viene pescata una quota fissa giornaliera) l'equazione di Verhulst diventa:
{\displaystyle {\frac {d}{dt}}N=aN(t)-bN^{2}(t)-p.}
Questa equazione è di difficile soluzione, ma è possibile analizzarla qualitativamente considerando che la derivata di {\displaystyle N(t)} si annulla in:
{\displaystyle s_{1}={\frac {a}{2b}}+{\sqrt {{\frac {a^{2}}{4b^{2}}}-{\frac {p}{b}}}}} e {\displaystyle s_{2}={\frac {a}{2b}}-{\sqrt {{\frac {a^{2}}{4b^{2}}}-{\frac {p}{b}}}}} con {\displaystyle a^{2}-4bp\geq 0} da cui {\displaystyle p\leq {\frac {a^{2}}{4b}}.}
Posto {\displaystyle N^{'}(t)=Y(N(t))} e {\displaystyle \Omega } l'insieme delle funzioni {\displaystyle N(t)} al variare di {\displaystyle N_{0}} che soddisfa l'equazione di Verlhust con prelievo costante si ha che:
- Nell'intervallo {\displaystyle s_{2}<N(t)<s_{1},} la {\displaystyle Y} è positiva quindi le funzioni di {\displaystyle \Omega } sono monotone crescenti inoltre {\displaystyle Y(s_{1})=0} quindi esse convergono asintoticamente a {\displaystyle s_{1}}.
- Nell'intervallo {\displaystyle N(t)>s_{1},} la {\displaystyle Y} è negativa quindi le funzioni di {\displaystyle \Omega } sono monotone decrescenti inoltre {\displaystyle Y(s_{1})=0} quindi esse convergono asintoticamente a {\displaystyle s_{1}}.
- Nell'intervallo {\displaystyle 0<N(t)<s_{2},} la {\displaystyle Y} è negativa quindi le funzioni di {\displaystyle \Omega } sono monotone decrescenti quindi esse si estinguono dopo un certo tempo {\displaystyle t*} (ricordiamo che i valori della popolazione debbono essere maggiori di zero).
- Per {\displaystyle N(t)=s_{1}} o {\displaystyle N(t)=s_{2}}, si ha {\displaystyle Y=0}, quindi le funzioni di {\displaystyle \Omega } rimangono costanti.

Pertanto in caso di prelevamento non solo deve essere {\displaystyle p\leq {\frac {a^{2}}{4b}}} ma è necessario che la popolazione iniziale non sia minore di {\displaystyle s_{2}} come si evince dalla (3). Si nota inoltre che {\displaystyle s_{1}<k}, cioè in caso di prelevamento nell'ipotesi (1) e (2) la popolazione converge ovviamente ad un valore più piccolo rispetto al caso in cui non ci sia prelevamento.
Per meglio descrivere il caso in cui la popolazione si possa estinguere si può modificare l'equazione:
{\displaystyle {d \over dt}N=rN\left(1-{N \over K}\right)\left(1-{m \over P}\right),}
dove {\displaystyle m} rappresenta il livello minimo di popolazione al di sotto del quale questa si estingue (pensando sempre al lago di specie, gli adulti non riescono ad accoppiarsi).
Un ulteriore passo è l'introduzione di un certo ritardo nel raggiungimento dell'asintoto orizzontale (fase di maturità); questa nuova situazione è descritta mediante la seguente equazione:
{\displaystyle {d \over dt}N=rN(t)\left(1-{N(t-t_{m}) \over k}\right),}
con questa equazione si introduce una oscillazione, come un sistema molla-smorzatore, che oscilla intorno alla posizione di equilibrio in modo decrementale ma infinito.

## In economia: diffusione delle innovazioni
La funzione logistica può essere utilizzata per illustrare il progresso della diffusione di un'innovazione tecnica, lungo il suo ciclo di vita. Storicamente quando vengono introdotti nuovi prodotti si investe molto in ricerca e sviluppo; ciò conduce a notevoli miglioramenti qualitativi e riduce i costi. Tutto questo comporta un periodo di crescita rapida dell'industria. Ecco alcuni beni e servizi coinvolti in tal fenomeno: ferrovie, lampade a incandescenza, elettrificazione, Ford Model T, trasporto aereo e computer. Infine i drastici aumenti d'efficienza, nonché le associate opportunità di riduzione dei costi, si esauriscono; al contempo il prodotto o processo in questione si diffonde saturando il mercato, restando pochi potenziali nuovi acquirenti.
La funzione logistica è stata usata negli articoli di diversi ricercatori dell'IIASA (International Institute of Applied Systems Analysis). In queste pubblicazioni vengono studiati argomenti come: la diffusione di varie innovazioni e infrastrutture; la sostituzione di fonti di energia; il ruolo del lavoro fisico in economia, ovvero nei cicli produttivi di lungo periodo. Robert Ayres (1989) e Cesare Marchetti (1988, 1996) si sono occupati delle cosiddette Onde di Kondratiev, cicli produttivi macroeconomici sinusoidali, e della diffusione delle innovazioni. Un libro di Arnulf Grübler (1990) fornisce un resoconto dettagliato della diffusione di infrastrutture, tra cui canali, ferrovie, autostrade e compagnie aeree, dimostrando che essa è ben rappresentata da una opportuna curva logistica.
Carlota Perez (2002) ha scelto la curva logistica per spiegare e sviluppare le succitate Onde K, introducendo alcuni termini chiave: irruzione, per l'inizio di un'era tecnologica; frenesia, per indicare la sua diffusione iniziale; sinergia, ossia il suo rapido sviluppo; maturità, per denotarne la diffusione completa.

## Critiche
Malgrado la sua popolarità persistente come modello per la crescita della popolazione nel campo della dinamica di popolazione, quest'uso della funzione logistica è stato pesantemente criticato. Il demografo e professore Joel E. Cohen (How Many People Can The Earth Support, 1995), uno dei critici, spiega che Verhulst ha tentato di adattare la curva logistica, basata sulle ipotesi di funzione logistica, a tre censimenti separati della popolazione degli Stati Uniti d'America per predire la crescita futura in questo Paese. Tutte e tre le serie di predizioni hanno fallito.
Nel 1924 i professori Ray Pearl e Lowell J. Reed hanno usato il modello di Verhulst per predire un limite superiore di 2 miliardi per la popolazione mondiale. Questo limite è stato superato nel 1930. Nel 1936 un nuovo tentativo di Pearl e di un suo associato, Sophia Gould, ha prodotto un limite superiore di 2,6 miliardi. Questo limite è stato superato nel 1955.
Un'analisi di queste critiche è stata effettuata dal professor Peter Turchin (la Dinamica di Popolazione Complicata, 2003) che, nonostante tutto, conclude che questo tipo di equazioni fornisce una struttura utile per la dinamica di una sola specie (anche grazie a modelli generalizzati) e può contribuire all'elaborazione di modelli per le interazioni di più specie.
Nonostante le critiche, storicamente la curva logistica è stata un punto di unione tra modelli matematici e sociologici, come ad esempio la teoria della trasformazione di George Land, che usa il concetto della curve a {\displaystyle S} per predire un corretto modello affaristico-industriale nei vari scenari di un processo di crescita tecnologica.